# Аккорд-201

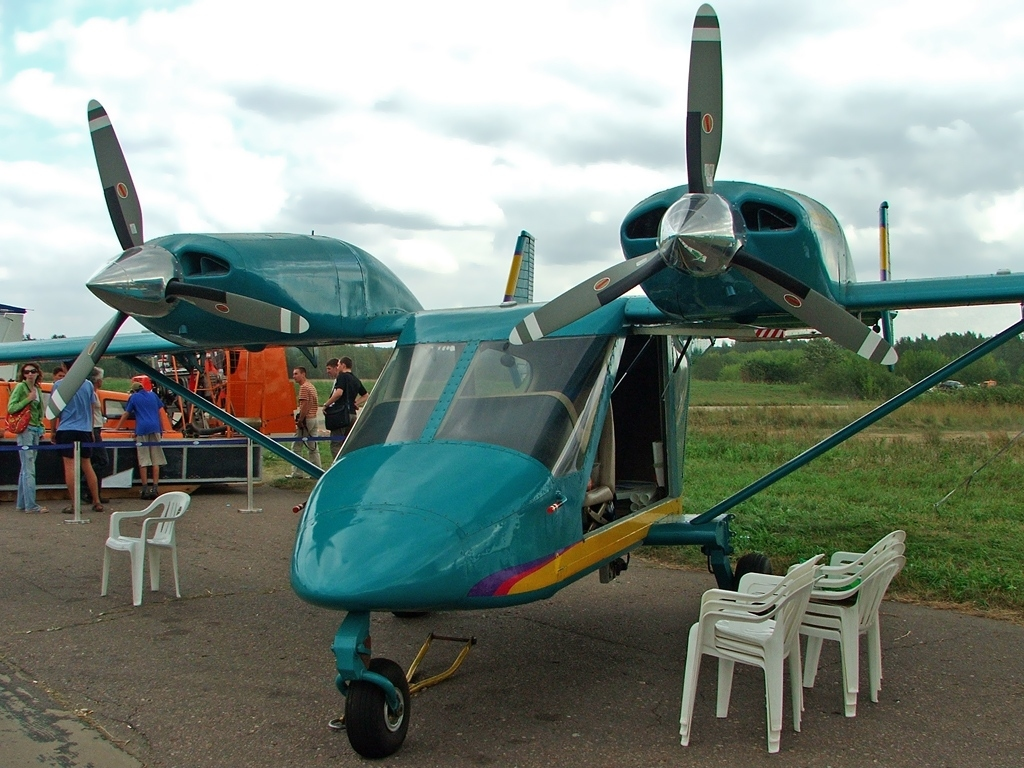
Аккорд-201

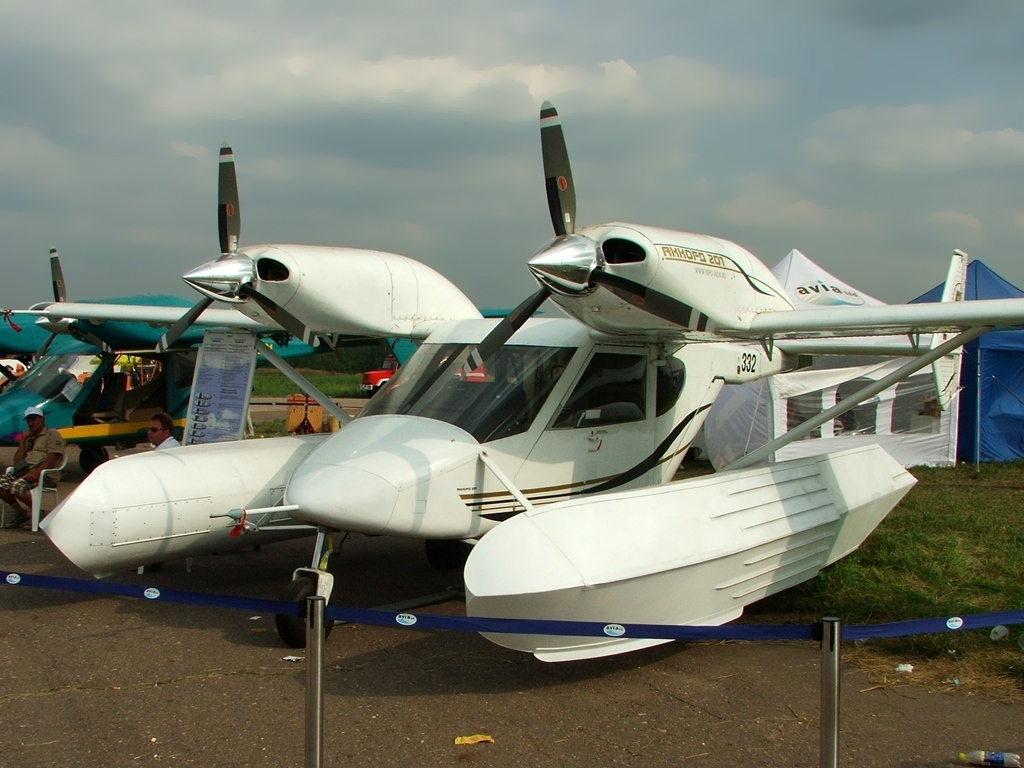
Аккорд-201

Аккорд-201 — лёгкий многоцелевой самолёт.
Самолет разработан фирмой НПО «Авиа лтд». Выпускается на НПО "АВИА ЛТД". Первый полёт: 17 июля 1997 г. 27 февраля 2007 года АР МАК был выдан Сертификат типа № СТ265-Аккорд-201. Представляет собой подкосный высокоплан с двухкилевым оперением. Фюзеляж самолета цельнометаллический. Шасси неубирающееся, трёхопороное с передней стойкой.
Самолёт участвовал на Moscow Air Show 91,93, 95. Пилот Михаил Никифоров выполнял на нём довольно захватывающий пилотаж с пассажирами на борту. Самолёт включен в издание "Jane's All the World's Aircraft" (издаётся в Великобритании).

## Лётно-технические характеристики
Источник данных: Сайт производителя.

Технические характеристики
- Экипаж: 1-2 пилот
- Пассажировместимость: 6-5 пассажиров
- Грузоподъёмность: 650 кг
- Длина: 8,08 м
- Размах крыла: 13,75 м
- Высота: 3,05 м
- Площадь крыла: 17,04 м²
- База шасси: 2,85 м
- Колея шасси: 2,34 м
- Профиль крыла: P-II 12%
- Масса пустого: 1330 кг
- Максимальная взлётная масса: 2200 кг
- Масса топлива во внутренних баках: Ёмкость топливных баков: 740 л
- Силовая установка: 2 × поршневые Teledyne Continental IO-360-ES7
- Мощность двигателей: 2 × 210 л.с. (2 × 154,5 кВТ)
- Воздушный винт: Hartzell Propeller PHC-H3YF-2KUF/FC7453B
- Диаметр винта: 1.93 м

Лётные характеристики
- Перегоночная дальность: 2500 км
- Практический потолок: 6100 м
- Длина разбега: 250 м
- Длина пробега: 195 м
- Максимальная эксплуатационная перегрузка: +3,7/-1,52